# DW Racing Enterprises
DW Racing Enterprises var ett brittiskt privat formel 1-stall i vilket den brittiska racerföraren Bob Anderson tävlade i under fem säsonger i mitten av 1960-talet.

## F1-säsonger
| Säsong | Tävlingsnamn          | Bil          | Motor         | Däck | Poäng | VM-plac. | Förare 1     | Förare 2     |
| ------ | --------------------- | ------------ | ------------- | ---- | ----- | -------- | ------------ | ------------ |
| 1963   | DW Racing Enterprises | Lola Mk 4    | Climax 1.5 V8 | D    | -     | (9:a)    | Bob Anderson |              |
| 1964   | DW Racing Enterprises | Brabham BT11 | Climax 1.5 V8 | D    | 5     | (4:a)    | Bob Anderson |              |
| 1965   | DW Racing Enterprises | Brabham BT11 | Climax 1.5 V8 | -    | -     | (3:a)    | Bob Anderson |              |
| 1965   | DW Racing Enterprises | Lotus 33     | Climax 1.5 V8 | -    | -     | (1:a)    |              | Paul Hawkins |
| 1966   | DW Racing Enterprises | Brabham BT11 | Climax 2.8 L4 | F    | 1     | (10:e)   | Bob Anderson |              |
| 1967   | DW Racing Enterprises | Brabham BT11 | Climax 2.8 L4 | -    | 2     | (11:e)   | Bob Anderson |              |